# Annette Kuhn
Annette Kuhn, född 22 maj 1934 i Berlin, död 27 november 2019 i Bonn, var en tysk historiker och feminist. 
Kuhn var professor i modern historia vid Bonns universitet 1966–1999 och i kvinnohistoria 1986–1999. Av hennes tidigare skrifter kan nämnas Theorie und Praxis historischer Friedensforschung (1971) och Industrielle Revolution und gesellschaftliche Wandel (1977). Under senare år var hon inriktad på kvinnohistoria och medverkade bland annat i Frauen in der deutschen Nachkriegszeit  (två band, 1984–1986).